# 2018年の日本公開映画
- 映画 > 2018年の映画 > 2018年の日本公開映画

2018年の日本公開映画（2018ねんのにほんこうかいえいが）では、2018年（平成30年）1月1日から同年12月31日までに日本で商業公開された映画の一覧を記載。作品名の右の丸括弧内は製作国を示す。
記載の凡例については年度別日本公開映画#凡例を参照

## 作品一覧

### 1月
- 2日
  - ZEN FOR NOTHING〜何でもない禅〜（ 日本・ スイス・ ドイツ）
  - 海の産屋 雄勝法印神楽（ 日本）
- 5日
  - アンダー・ザ・ウォーター（ スウェーデン・ デンマーク・ フィンランド）
  - 嘘八百（ 日本）
  - キングスマン:ゴールデン・サークル（ イギリス）
  - ジャコメッティ 最後の肖像（ イギリス）
  - ナオト・インティライミ冒険記 旅歌ダイアリー2 後編（ 日本）
- 6日
  - 愛の病（ 日本）
  - 映画 中二病でも恋がしたい！ -Take On Me-（ 日本）
  - 牙狼<GARO> 神ノ牙 KAMINOKIBA（ 日本）
  - シークレット・デイ（ アメリカ合衆国）
  - 68キル（英語版）（ アメリカ合衆国）
  - ジャッカルズ（英語版）（ アメリカ合衆国）
  - Z Inc. ゼット・インク（英語版）（ アメリカ合衆国）
  - Dear Girl〜Stories〜THE MOVIE3 the United Kingdom of KOCHI 蒼の継承編（ 日本）
  - ブリムストーン（英語版）（ オランダ・ フランス・ ドイツ・ ベルギー・ スウェーデン・ イギリス・ アメリカ合衆国）
  - ホステージX（ オランダ・ アメリカ合衆国）
  - ホペイロの憂鬱（ 日本）
  - ミッドナイト・スネーク 絡み合う毒牙（ 南アフリカ共和国）
  - レディ・ガイ（ アメリカ合衆国）
  - ワンライン 5人の詐欺師たち（朝鮮語版）（ 韓国）
- 7日
  - ザ・バトル ネイビーシールズVSミュータント（ アメリカ合衆国）
- 8日
  - ホーンテッドテンプル〜顔のない男の記録（英語版）（ アメリカ合衆国）
- 9日
  - キリング・グラウンド（英語版）（ オーストラリア）
  - ザ・タンク（ アメリカ合衆国）
  - 溺殺魔 セバスチャン・ドナー（英語版）（ カナダ）
  - リベンジャー 処刑人（ フランス）
- 12日
  - 伊藤くん A to E（ 日本）
  - ネイビーシールズ ナチスの金塊を奪還せよ!（ フランス・ ドイツ）
- 13日
  - アンダードッグ 二人の男（朝鮮語版）（ 韓国）
  - アンデッド刑事 野獣捜査線（英語版）（ アメリカ合衆国）
  - 悪と仮面のルール（ 日本）
  - 監獄の首領（朝鮮語版）（ 韓国）
  - カンフー・トラベラー 南拳（ 中国）
  - ゲット・アライブ（スペイン語版）（ アルゼンチン・ スペイン）
  - 5パーセントの奇跡 嘘から始まる素敵な人生（ ドイツ）
  - ザ・ヴォイド（英語版）（ カナダ）
  - 西遊記 ヒーロー・イズ・バック（中国語版）（ 中国）
  - シネマ歌舞伎 京鹿子娘五人道成寺／二人椀久（ 日本）
  - 劇場版「進撃の巨人」 Season2～覚醒の咆哮～（ 日本）
  - ドリス・ヴァン・ノッテン ファブリックと花を愛する男（ ドイツ・ ベルギー）
  - ニューヨーク、愛を探して（ アメリカ合衆国）
  - はじめてのおもてなし（ ドイツ）
  - 劇場版 マジンガーZ / INFINITY（ 日本）
  - ミッシング・チャイルド 〜呪いの十字架〜（英語版）（ アイスランド）
  - 目撃者 闇の中の瞳（ 台湾）
  - レフトフライ（ 日本）
  - わたしたちの家（ 日本）
- 14日
  - 黒い箱のアリス（フランス語版）（ スペイン）
- 15日
  - OSIRIS/オシリス（ オーストラリア）
- 16日
  - アリバイ・ドット・コム カンヌの不倫旅行がヒャッハー!な大騒動になった件（フランス語版）（ フランス）
  - ショートウェーブ（ アメリカ合衆国）
  - スウィート・ヘル（ アメリカ合衆国・ カナダ）
  - トラジディ・ガールズ（英語版）（ アメリカ合衆国）
  - ファースト・キル（ アメリカ合衆国）
  - (r)adius ラディウス（英語版）（ カナダ）
- 17日
  - スキン・コレクター（ ドイツ・ カナダ）
- 19日
  - 英国ロイヤル・オペラ・ハウス シネマシーズン 2017/18 ロイヤル・バレエ「くるみ割り人形」（ イギリス）
  - ジオストーム（ アメリカ合衆国）
  - パディントン2（ イギリス・ フランス）
- 20日
  - 嘘を愛する女（ 日本）
  - ガーディアンズ（ ロシア）
  - 寄生侵略 PARASITE WAR（ 日本）
  - 消された女（朝鮮語版）（ 韓国）
  - 咲-Saki- 阿知賀編 episode of side-A（ 日本）
  - 操作された都市（ 韓国）
  - バーミー（ 日本）
  - ベロニカとの記憶（ イギリス）
  - ピンカートンに会いにいく（ 日本）
  - 星くず兄弟の新たな伝説（ 日本）
  - 闇金ぐれんたい（ 日本）
  - LADY NINJA 〜青い影〜（ 日本）
  - ライオンは今夜死ぬ（フランス語版）（ フランス・ 日本）
  - ルイの9番目の人生（ カナダ・ イギリス・ アメリカ合衆国）
- 21日
  - 三屋清左衛門残日録（ 日本）
- 23日
  - サリュート7（ロシア語版）（ ロシア）
  - ジャングル ギンズバーグ19日間の軌跡（ オーストラリア・ コロンビア）
- 26日
  - 風の色（ 日本・ 韓国）
  - ザ・リング/リバース（ アメリカ合衆国）
  - CINEMA FIGHTERS（ 日本）
  - デトロイト（ アメリカ合衆国）
  - ロング, ロングバケーション（ イタリア）
- 27日
  - 祈りの幕が下りる時（ 日本）
  - 恋する都市 ５つの物語（ 中国）
  - ゴーギャン タヒチ、楽園への旅（ フランス）
  - 坂本龍一 PERFORMANCE IN NEW YORK:async（ アメリカ合衆国・ 日本）
  - 殺人者の記憶法（ 韓国）
  - サファリ（ オーストラリア）
  - サラバ静寂（ 日本）
  - ジュピターズ・ムーン（ ハンガリー・ ドイツ）
  - 新妹魔王の契約者(テスタメント) DEPARTURES（ 日本）
  - ダークタワー（ アメリカ合衆国）
  - 谷崎潤一郎原案/TANIZAKI TRIBUTE「神と人との間」（ 日本）
  - ちょっとまて野球部!（ 日本）
  - デヴィッド・リンチ:アートライフ（ アメリカ合衆国・ デンマーク）
  - ドント・イット（ アイルランド・ イギリス）
  - 白鳥が笑う（ 日本）
  - 星めぐりの町（ 日本）
  - ミッドナイト・バス（ 日本）
  - 三屋清左衛門残日録 完結篇（ 日本）
  - METライブビューイング2017-18 トーマス・アデス「皆殺しの天使」（ アメリカ合衆国）
  - ラーメンヘッズ（ 日本）
  - ROKUROKU（ 日本）
  - ロスト・シティZ 失われた黄金都市（ アメリカ合衆国）
- 30日
  - ダブル/フェイス（ アメリカ合衆国）

### 2月
- 1日
  - スリー・ビルボード（ イギリス・ アメリカ合衆国）
  - 不能犯（ 日本）
- 2日
  - ナショナル・シアター・ライブ 2018「エンジェルス・イン・アメリカ　第一部　至福千年紀が近づく」（ イギリス）
  - RAW 〜少女のめざめ〜（ ベルギー・ フランス）
- 3日
  - アバウト・レイ 16歳の決断（ アメリカ合衆国）
  - おだやかな革命（ 日本）
  - 仮面ライダーエグゼイド トリロジー アナザー・エンディング ＰａｒｔＩ「仮面ライダーブレイブ＆スナイプ」（ 日本）
  - 劇場版　アイドルキャノンボール2017（ 日本）[1]
  - THE PROMISE/君への誓い ( アメリカ合衆国)
  - スリープレス・ナイト（ アメリカ合衆国）
  - 名前のない女たち うそつき女（ 日本）
  - 苦い銭（ フランス・ 香港）
  - 花咲くころ（ ジョージア・ ドイツ・ フランス）
  - 東の狼（ 日本・ イギリス・ スイス）
  - 羊の木（ 日本）
  - フューリアス 双剣の戦士（ ロシア）
  - blank13（ 日本）
  - 巫女っちゃけん。（ 日本）
  - ローズの秘密の頁（ アイルランド）
  - たまゆら（ 日本）
- 6日
  - アニマルズ 愛のケダモノ（ オーストラリア）
  - 切り裂き魔ゴーレム（ イギリス）
  - VIKING バイキング 誇り高き戦士たち（ ロシア）
- 9日
  - 金沢シャッターガール（ 日本）
  - 劇場版マクロスΔ 激情のワルキューレ（ 日本）
  - コンフィデンシャル/共助（ 韓国）
  - SHOGO HAMADA ON THE ROAD 2015-2016 旅するソングライター “Journey of a Songwriter”（ 日本）
  - マンハント（ 中国）
- 10日
  - アウトサイダーズ（ アメリカ合衆国・ イギリス）
  - 悪女/AKUJO（ 韓国）
  - 犬猿（ 日本）
  - えろぼん!オヤジとムスコの性春日記（ 日本）
  - 劇場版ときめきレストラン☆☆☆ MIRACLE６（ 日本）
  - コードギアス 反逆のルルーシュII 叛道（ 日本）
  - 悟空伝（ 中国）
  - 今夜、ロマンス劇場で（ 日本）
  - 殺人者の記憶法:新しい記憶（ 韓国）
  - Sea Opening/シー・オープニング（ 日本）
  - 修羅:黒衣の反逆（ 中国）
  - スターシップ・トゥルーパーズ レッドプラネット（ アメリカ合衆国）
  - 谷崎潤一郎原案/TANIZAKI TRIBUTE「富美子の足」（ 日本）
  - ブラインド・スポット 隠蔽捜査（ ベルギー）
  - ぼくの名前はズッキーニ（ スイス・ フランス）
  - メロホリック～恋のプロローグ～（ 韓国）
  - ゆれる人魚（ ポーランド）
  - 霊的ボリシェヴィキ（ 日本）
  - ロープ/戦場の生命線（ スペイン）
- 11日
  - ＥＶＥＲＹＴＨＩＮＧ　ＰＯＩＮＴ　Ｏｔｈｅｒ　Ｅｄｉｔｉｏｎ（ 日本）
  - ビヨンド・ザ・ロウ（ フランス・ ベルギー）
- 12日
  - RENDEL レンデル（ フィンランド）
- 14日
  - リセット 決死のカウントダウン（ 中国）
- 15日
  - レジェンド・オブ・パール ナーガの真珠（ 中国）
- 16日
  - エターナル ( 韓国)
  - グレイテスト・ショーマン（ アメリカ合衆国）
  - バース・オブ・ザ・ドラゴン（ 中国・ カナダ・ アメリカ合衆国）
  - リバーズ・エッジ（ 日本）
- 17日
  - アイアン・スクワッド/甲鉄戦線（ アメリカ合衆国・ カナダ）
  - ウイスキーと2人の花嫁（ イギリス）
  - ウォーキング・ウィズ・エネミー/ナチスになりすました男（ アメリカ合衆国・ カナダ・ ルーマニア・ ハンガリー）
  - N.Y.マックスマン（ 日本）
  - 絵文字の国のジーン（ アメリカ合衆国）
  - 仮面ライダーエグゼイド トリロジー アナザー・エンディング ＰａｒｔII「仮面ライダーパラドクスｗｉｔｈポッピー」（ 日本）
  - サニー/32（ 日本）
  - セリーナ 炎の女（ チェコ・ フランス・ アメリカ合衆国）
  - ザ・メイヤー 特別市民（ 韓国）
  - チェリーボーイズ（ 日本）
  - 千里眼（ 日本）
  - 9 ナイン（ 日本）
  - 長江 愛の詩（ 中国）
  - パンとバスと2度目のハツコイ（ 日本）
  - ヒーローズユナイト 結束! ヤツルギ×トライオー×忍者烈風（ 日本）
  - ライカ（ 日本）
  - ライズ ダルライザー THE MOVIE（ 日本）
- 20日
  - 悪霊館 ～ダークネス・ライジング～（ アメリカ合衆国）
- 22日
  - 悪魔の奴隷（ インドネシア）
- 23日
  - The Beguiled/ビガイルド 欲望のめざめ（ アメリカ合衆国）
  - ビッグ・シック ぼくたちの大いなる目ざめ（ アメリカ合衆国）
  - リーディング エドガー・ケイシーが遺した、人類の道筋。（ 日本）
- 24日
  - あなたの旅立ち、綴ります（ アメリカ合衆国）
  - 息衝く（ 日本）
  - 維新烈風 天狗判官（ 日本）
  - ウィッチ・フウィッチ（ 日本）
  - かぞくへ（ 日本）
  - 神さまの轍-CHECKPOINT OF THE LIFE-（ 日本）
  - 空海-KU-KAI- 美しき王妃の謎（ 日本・ 中国）
  - 劇場版 Infini-T Force/ガッチャマン さらば友よ（ 日本）
  - ザ・シークレットマン（ アメリカ合衆国）
  - ザ・ボルト（ アメリカ合衆国）
  - さよならの朝に約束の花をかざろう（ 日本）
  - 四万十 いのちの仕舞い（ 日本）
  - シュウカツ2（ 日本）
  - 7 Wish/セブン・ウィッシュ（ アメリカ合衆国）
  - ゾンビ・レックス ～殺人ゾンビ恐竜 誕生～（ アメリカ合衆国）
  - タイム・トラップ（ アメリカ合衆国）
  - 谷崎潤一郎原案/TANIZAKI TRIBUTE「悪魔」（ 日本）
  - たまゆら（ 日本）
  - ナチュラルウーマン（ チリ・ ドイツ・ スペイン・ アメリカ合衆国）
  - 願いと揺らぎ（ 日本）
  - 花は咲くか（ 日本）
  - Vengeance 報復者（ イギリス）
  - メイズ 大脱走（ イギリス・ アイルランド・ スウェーデン・ ドイツ）
  - 野球部員、演劇の舞台に立つ!（ 日本）
  - レオン（ 日本）
- 27日
  - 触手（ メキシコ・ デンマーク・ フランス・ ドイツ・ ノルウェー・ スイス）
  - ブロークン・ダークネス（ 南アフリカ共和国）
- 28日
  - ボリショイ・バレエ in シネマ Season 2017-2018「ロミオとジュリエット」（ ロシア）

### 3月
- 1日
  - シェイプ・オブ・ウォーター（ アメリカ合衆国）
  - 15時17分、パリ行き（ アメリカ合衆国）
  - ブラックパンサー（ アメリカ合衆国）
- 2日
  - ダウンサイズ（ アメリカ合衆国）
  - 棘の中にある奇跡 〜笠間の栗の木下家〜（ 日本）
- 3日
  - アイスと雨音（ 日本）
  - アクト・オブ・バイオレンス（ アメリカ合衆国）
  - あなたはわたしじゃない（ 日本）
  - 生きる街（ 日本）
  - 一陽来復 Life Goes On（ 日本）
  - おもてなし（ 日本・ 台湾）
  - 仮面ライダーエグゼイド トリロジー アナザー・エンディング ＰａｒｔIII「仮面ライダーゲンムＶＳレーザー」（ 日本）
  - ゴーストスクワッド（ 日本）
  - しあわせの絵の具 愛を描く人 モード・ルイス（ カナダ・ アイルランド）
  - 聖なる鹿殺し キリング・オブ・ア・セイクリッド・ディア（ アイルランド・ イギリス・ アメリカ合衆国）
  - デイヴィッドとギリアン 響きあうふたり（ ドイツ）
  - ドラえもん のび太の宝島（ 日本）
  - バケツと僕!（ 日本）
  - ハッピーエンド（ フランス・ ドイツ・ オーストリア）
  - ヒューマン・ハンター ( カナダ)
  - プリンシパル 〜恋する私はヒロインですか？〜（ 日本）
  - 文豪ストレイドッグス DEAD APPLE(デッドアップル)（ 日本）
  - METライブビューイング2017-18 ドニゼッティ「愛の妙薬」（ アメリカ合衆国）
  - ラーメン食いてぇ!（ 日本）
  - リビング ザ ゲーム（ 日本・ 台湾）
- 9日
  - 英国ロイヤル・オペラ・ハウス シネマシーズン 2017/18 ロイヤル・オペラ「リゴレット」（ イギリス）
  - しまじろう まほうのしまのだいぼうけん（ 日本）
- 10日
  - カーラヌカン（ 日本）
  - 彼の見つめる先に（ ブラジル）
  - 北の桜守（ 日本）
  - 去年の冬、きみと別れ（ 日本）
  - 劇場版 ウルトラマンジード つなぐぜ! 願い!!（ 日本）
  - 恋するシェフの最強レシピ（ 香港・ 中国）
  - ゴッド・オブ・ウォー（ 中国・ 香港）
  - 坂道のアポロン（ 日本）
  - ザ・キング（ 韓国）
  - ニッポン国VS泉南石綿村（ 日本）
- 11日
  - ミッション:アンダーカバー（ 中国）
- 16日
  - アナと雪の女王/家族の思い出（ アメリカ合衆国）
  - ナショナル・シアター・ライブ 2018「エンジェルス・イン・アメリカ 第二部 ペレストロイカ」（ イギリス）
  - リメンバー・ミー（ アメリカ合衆国）
- 17日
  - 馬を放つ（ キルギス・ フランス・ ドイツ・ オランダ・ 日本）
  - 映画 プリキュアスーパースターズ!（ 日本）
  - 神さまの轍-CHECKPOINT OF THE LIFE-（ 日本）
  - 時間回廊の殺人（ 韓国）
  - 修道士は沈黙する（ イタリア・ フランス）
  - 素敵なダイナマイトスキャンダル（ 日本）
  - 青春ディスカバリーフィルム～どこだって青春編～（ 日本）
  - ちはやふる -結び-（ 日本）
  - ニワトリ★スター（ 日本）
  - フェリーニに恋して（ アメリカ合衆国）
  - Magic Town（ 日本）
  - 村田朋泰特集―夢の記憶装置（ 日本）
  - よしもと新喜劇映画 女子高生探偵 あいちゃん（ 日本）
  - ラッキー（ アメリカ合衆国）
- 21日
  - トゥームレイダー ファースト・ミッション（ アメリカ合衆国）
  - 曇天に笑う（ 日本）
  - ボス・ベイビー（ アメリカ合衆国）
- 24日
  - おみおくり（ 日本）
  - 獄友（ 日本）
  - サイモン&タダタカシ（ 日本）
  - 女々演（ 日本）
  - 大英博物館プレゼンツ 北斎（ イギリス）
  - 台湾より愛をこめて（ 日本）
  - 唾と蜜（ 日本）
  - BPM ビート・パー・ミニット（ フランス）
  - 見栄を張る（ 日本）
  - ミッドナイト・ランナー（ 韓国）
- 25日
  - モーターラッド（ ブラジル）
- 30日
  - ヴァレリアン 千の惑星の救世主（ フランス・ 中国・ アメリカ合衆国・ アラブ首長国連邦・ ドイツ）
  - ウィンストン・チャーチル/ヒトラーから世界を救った男（ イギリス・ アメリカ合衆国）
  - トレイン・ミッション（ アメリカ合衆国・ イギリス・ フランス）
  - ペンタゴン・ペーパーズ/最高機密文書（ アメリカ合衆国）
  - レッド・スパロー（ アメリカ合衆国）
- 31日
  - ANIMAを撃て!（ 日本）
  - 川越街道（ 日本）
  - グレート・アドベンチャー（ 中国・ 香港・ チェコ）
  - 三十路女はロマンチックな夢を見るか?（ 日本）
  - スキマトズレ2018（ 日本）
  - 寝てるときだけ、あいしてる。（ 日本）
  - honey（ 日本）
  - 増山超能力師事務所 激情版は恋の味（ 日本）
  - METライブビューイング2017-18 プッチーニ「ラ・ボエーム」（ アメリカ合衆国）
  - 聾者のボクの南米見聞録（ 日本）

### 4月
- 6日
  - 英国ロイヤル・オペラ・ハウス シネマシーズン 2017／18 ロイヤル・オペラ「トスカ」（ イギリス）
  - クソ野郎と美しき世界（ 日本）
  - ジュマンジ/ウェルカム・トゥ・ジャングル（ アメリカ合衆国）
  - 娼年（ 日本）
  - ダンガル きっと、つよくなる（ インド）
  - ワンダーストラック（ アメリカ合衆国）
- 7日
  - ありえなさ過ぎる女～被告人よしえ～（ 日本）
  - きかんしゃトーマス とびだせ!友情の大冒険（ イギリス）
  - きみへの距離、1万キロ（ カナダ）
  - グッバイ・シングル（ 韓国）
  - 劇場版「SERVAMP-サーヴァンプ-」-Alice in the Garden-（ 日本）
  - 人狼ゲーム インフェルノ（ 日本）
  - father カンボジアへ幸せを届けた ゴッちゃん神父の物語（ 日本）
  - ベルリン・シンドローム（ オーストラリア）
  - 放課後戦記（ 日本）
  - ミスミソウ（ 日本）
  - 港町（ 日本・ アメリカ合衆国）
  - 大和（カリフォルニア）（ 日本・ アメリカ合衆国）
  - ラブレス（ ロシア）
  - 私は絶対許さない（ 日本）
- 13日
  - クレヨンしんちゃん 爆盛!カンフーボーイズ〜拉麺大乱〜（ 日本）
  - パシフィック・リム: アップライジング（ アメリカ合衆国）
  - 名探偵コナン ゼロの執行人（ 日本）
- 14日
  - アメリカン・ヴァルハラ（ アメリカ合衆国）
  - 海辺の週刊大衆（ 日本）
  - 泳ぎすぎた夜（ フランス・ 日本）
  - 女は二度決断する（ ドイツ）
  - カーキ色の記憶（ カタール）
  - 心と体と（ ハンガリー）
  - さよなら、僕のマンハッタン（ アメリカ合衆国）
  - 聖なるもの（ 日本）
  - それ～それがやって来たら…（ 日本）
  - 天使じゃないッ!（ 日本）
  - ばぁちゃんロード（ 日本）
  - 武蔵野～江戸の循環農業が息づく～（ 日本）
  - ＭＥＴライブビューイング２０１７－１８　ロッシーニ「セミラーミデ」（ アメリカ合衆国）
  - 闇金ドッグス8（ 日本）
  - ラッカは静かに虐殺されている（ アメリカ合衆国）
  - リアル（ 韓国）
- 15日
  - 天使じゃないッ!2（ 日本）
- 18日
  - ボリショイ・バレエ　ｉｎ　シネマ　Ｓｅａｓｏｎ　２０１７－２０１８「パリの炎」（ ロシア）
- 20日
  - アンロック/陰謀のコード（ チェコ・ スイス・ イギリス・ アメリカ合衆国）
  - いぬやしき（ 日本）
  - 英国ロイヤル・オペラ・ハウス シネマシーズン 2017／18 ロイヤル・バレエ「冬物語」（ イギリス）
  - レディ・プレイヤー1（ アメリカ合衆国）
- 21日
  - さすらいのレコード・コレクター～10セントの宝物（ オーストラリア）
  - シューマンズ バー ブック（ ドイツ）
  - 自由を手にするその日まで（ 日本）
  - タクシー運転手 約束は海を越えて（ 韓国）
  - やっさだるマン（ 日本）
  - リズと青い鳥（ 日本）
  - ロンドン、人生はじめます（ イギリス）
- 27日
  - アベンジャーズ/インフィニティ・ウォー（ アメリカ合衆国）
  - 君の名前で僕を呼んで（ イタリア・ フランス・ ブラジル・ アメリカ合衆国）
  - スマート・チェイス ( 中国)
  - となりの怪物くん（ 日本）
  - ボックストロール（ アメリカ合衆国）
  - ママレード・ボーイ（ 日本）
  - パティ・ケイク$（ アメリカ合衆国）
- 28日
  - オー・ルーシー!（ 日本・ アメリカ合衆国）
  - ザ・スクエア 思いやりの聖域（ スウェーデン・ ドイツ・ フランス・ デンマーク）
  - ジェイン・ジェイコブズ ニューヨーク都市計画革命（ アメリカ合衆国）
  - 犯罪都市（ 韓国）
  - マルクス・エンゲルス（ フランス・ ドイツ・ ベルギー）
  - ユートピア（ 日本）
- 30日
  - カトマンズの約束（ 日本・ ネパール）

### 5月
- 4日
  - アイ,トーニャ 史上最大のスキャンダル ( アメリカ合衆国)
  - サバービコン 仮面を被った街 ( アメリカ合衆国)
  - ホース・ソルジャー ( アメリカ合衆国)
  - ラプラスの魔女 ( 日本)
- 5日
  - 劇場版 仮面ライダーアマゾンズSeason1 覚醒 ( 日本)
  - 機動戦士ガンダム THE ORIGIN VI 誕生 赤い彗星 ( 日本)
  - 心に寄り添う。 ( 日本)
  - D5 5人の探偵 ( 日本)
  - デジモンアドベンチャー tri. 第6章「ぼくらの未来」 ( 日本)
  - 名もなき野良犬の輪舞 ( 韓国)
  - 劇場版 プリパラ&キラッとプリ☆チャン 〜きらきらメモリアルライブ〜 ( 日本)
  - METライブビューイング2017-18／モーツァルト《コジ・ファン・トゥッテ》 ( アメリカ合衆国)
- 11日
  - 英国ロイヤル・オペラ・ハウス シネマシーズン2017 / 18／ロイヤル・オペラ 「カルメン」 ( イギリス)
  - 劇場版 ひらがな男子 ～序～ ( 日本)
  - ボストン ストロング 〜ダメな僕だから英雄になれた〜 ( アメリカ合衆国)
  - ミッドナイト・サン 〜タイヨウのうた〜 ( アメリカ合衆国)
  - モリーズ・ゲーム ( アメリカ合衆国)
  - ラブ×ドック ( 日本)
- 12日
  - 動いている庭 ( 日本・ フランス)
  - 劇場版 仮面ライダーアマゾンズSeason2 輪廻 ( 日本)
  - クジラの島の忘れもの ( 日本)
  - 孤狼の血 ( 日本)
  - さらば青春、されど青春。 ( 日本)
  - 四月の永い夢 ( 日本)
  - 枝葉のこと ( 日本)
  - 蝶の眠り ( 日本・ 韓国)
  - フロリダ・プロジェクト 真夏の魔法 ( アメリカ合衆国)
  - MIFUNE: THE LAST SAMURAI ( 日本)
  - ラジオ・コバニ ( オランダ)
  - ラスト・ホールド! ( 日本)
  - レザーフェイス-悪魔のいけにえ ( アメリカ合衆国)
  - 恋愛依存症の女 ( 日本)
  - 私はあなたのニグロではない ( アメリカ合衆国・ フランス・ ベルギー・ スイス)
- 18日
  - GODZILLA 決戦機動増殖都市 ( 日本)
  - のみとり侍 ( 日本)
  - ピーターラビット ( アメリカ合衆国・ オーストラリア)
  - ランペイジ 巨獣大乱闘 ( アメリカ合衆国)
- 19日
  - イカリエ-XB1 ( チェコスロバキア)
  - 仮面ライダーアマゾンズ THE MOVIE 最後ノ審判 ( 日本)
  - ギフテッド 〜フリムンと乳売り女〜 ( 日本)
  - サムライと愚か者 -オリンパス事件の全貌- ( ドイツ・ フランス・ イギリス・ 日本・ デンマーク・ スウェーデン)
  - SUKITA 刻まれたアーティストたちの一瞬 ( 日本)
  - ダリダ〜あまい囁き〜 ( フランス)
  - 29歳問題 ( 香港)
  - まぶいぐみ～ニューカレドニア引き裂かれた移民史～ ( 日本)
  - METライブビューイング2017-18／ヴェルディ《ルイザ・ミラー》 ( アメリカ合衆国)
  - モリのいる場所 ( 日本)
- 25日
  - 犬ヶ島 ( アメリカ合衆国・ ドイツ)
  - 宇宙戦艦ヤマト2202 愛の戦士たち/第五章 煉獄篇 ( 日本)
  - ゲティ家の身代金 ( アメリカ合衆国・ イギリス)
  - 恋は雨上がりのように ( 日本)
  - 妻よ薔薇のように 家族はつらいよ3 ( 日本)
  - 友罪 ( 日本)
- 26日
  - I AM THE BLUES アイ・アム・ザ・ブルース ( アメリカ合衆国・ カナダ)
  - 兄友 ( 日本)
  - いつだってやめられる 10人の怒れる教授たち ( イタリア)
  - 海を駆ける ( 日本)
  - 男と女、モントーク岬で ( ドイツ・ フランス・ アイルランド)
  - ガチ星 ( 日本)
  - 軍中楽園 ( 台湾)
  - コードギアス 反逆のルルーシュIII 皇道 ( 日本)
  - ゼニガタ ( 日本)
  - HURRY GO ROUND ( 日本)
  - ファントム・スレッド ( アメリカ合衆国)
  - リバースダイアリー ( 日本)
  - ルイ14世の死 ( フランス・ ポルトガル・ スペイン)

### 6月
- 1日
  - OVER DRIVE ( 日本)
  - 恐竜の詩 ( 日本)
  - 50回目のファーストキス ( 日本)
  - デッドプール2 ( アメリカ合衆国)
  - バーフバリ 王の凱旋<完全版> ( インド)
  - ビューティフル・デイ ( アメリカ合衆国)
  - レディ・バード ( アメリカ合衆国)
- 2日
  - 馬の骨 ( 日本)
  - EVEN〜君に贈る歌〜 ( 日本)
  - 最初で最後のキス ( イタリア)
  - 修羅の華 ( 韓国)
  - PEACE MAKER 鐵 ～想道（オモウミチ）～ ( 日本)
  - METライブビューイング2017-18／マスネ《サンドリヨン》～シンデレラ～ ( アメリカ合衆国)
- 8日
  - 家に帰ると妻が必ず死んだふりをしています。 ( 日本)
  - 英国ロイヤル・オペラ・ハウス シネマシーズン2017 / 18／ロイヤル・バレエ 「バーンスタイン・センテナリー」 ( イギリス)
  - 30年後の同窓会 ( アメリカ合衆国)
  - 羊と鋼の森 ( 日本)
  - Vision ( 日本・ フランス)
  - 万引き家族 ( 日本)
  - WAKITA PEAK ( 日本)
- 9日
  - あさがおと加瀬さん。 ( 日本)
  - 榎田貿易堂 ( 日本)
  - 終わった人 ( 日本)
  - オンネリとアンネリのおうち ( フィンランド)
  - ザ・ビッグハウス ( アメリカ合衆国・ 日本)
  - サラエボの叫び ( イギリス)
  - シネマ歌舞伎 東海道中膝栗毛 歌舞伎座捕物帖 ( 日本)
  - それから ( 韓国)
  - トウキョウ・リビング・デッド・アイドル ( 日本)
  - 曇天に笑う＜外伝＞ ～宿命、双頭の風魔～ ( 日本)
  - リディバイダー ( アメリカ合衆国)
  - 5TO9 ( シンガポール・ 日本・ 中国・ タイ)
- 15日
  - 英国ロイヤル・オペラ・ハウス シネマシーズン2017 / 18／ロイヤル・オペラ 「マクベス」 ( イギリス)
  - 空飛ぶタイヤ ( 日本)
  - 劇場版 ドルメンX ( 日本)
  - ニンジャバットマン ( 日本)
  - B'z 30th Year Exhibition “SCENES” 1988-2018 劇場版 ( 日本)
  - メイズ・ランナー: 最期の迷宮 ( アメリカ合衆国)
  - ワンダー 君は太陽 ( アメリカ合衆国)
- 16日
  - ALONE/アローン ( アメリカ合衆国・ スペイン・ イタリア)
  - 傀儡 ( 日本)
  - ゲッベルスと私 ( オーストリア)
  - スパイナル・タップ ( アメリカ合衆国)
  - 第二警備隊 ( 日本)
  - ダークサイド ( アメリカ合衆国・ カナダ)
  - 母という名の女 ( メキシコ)
  - V.I.P. 修羅の獣たち ( 韓国)
  - フジコ・ヘミングの時間 ( 日本)
  - ゆずりは ( 日本)
  - 夜の浜辺でひとり ( 韓国)
  - リミット・オブ・アサシン ( アメリカ合衆国・ 中国)
- 22日
  - ウタモノガタリ-CINEMA FIGHTERS project- ( 日本)
  - 英国ロイヤル・オペラ・ハウス シネマシーズン2017 / 18／ロイヤル・バレエ 「マノン」 ( イギリス)
  - オンリー・ザ・ブレイブ ( アメリカ合衆国)
  - キスできる餃子 ( 日本)
  - ごはん ( 日本)
  - 空からの花火 ( 日本)
  - 天命の城 ( 韓国)
  - 焼肉ドラゴン ( 日本)
- 23日
  - アート・オン・スクリーン／ミケランジェロ：愛と死 ( イギリス)
  - アンダー・ザ・ドッグ/ジャンブル ( 日本)
  - 女と男の観覧車 ( アメリカ合衆国)
  - ガザの美容室 ( パレスチナ・ フランス・ カタール)
  - カメラを止めるな! ( 日本)
  - 可愛い悪魔 ( 日本)
  - 告白小説、その結末 ( フランス・ ベルギー・ ポーランド)
  - 死の谷間 ( アイスランド・ スイス・ アメリカ合衆国)
  - 祝福～オラとニコデムの家～ ( ポーランド)
  - 少女ピカレスク ( 日本)
  - 世界でいちばん長い写真 ( 日本)
  - 猫は抱くもの ( 日本)
  - フューチャーワールド ( アメリカ合衆国)
  - ブリグズビー・ベア ( アメリカ合衆国)
  - マッド・ダディ ( アメリカ合衆国)
  - 喜びの劇～煙突のある島で～ ( 日本)
  - わたしに××しなさい! ( 日本)
- 29日
  - アイ・アム・タレント ( アメリカ合衆国)
  - アメリカン・アサシン ( アメリカ合衆国)
  - ウィンチェスターハウス アメリカで最も呪われた屋敷 ( オーストラリア・ アメリカ合衆国)
  - ハン・ソロ/スター・ウォーズ・ストーリー ( アメリカ合衆国)
- 30日
  - 明日にかける橋 1989年の想い出 ( 日本)
  - 一級機密 ( 韓国)
  - 宇宙戦隊キュウレンジャーVSスペース・スクワッド ( 日本)
  - 少女邂逅 ( 日本)
  - 審判 ( 日本)
  - それいけ!アンパンマン かがやけ!クルンといのちの星 ( 日本)
  - 正しい日 間違えた日 ( 韓国)
  - TECHNOLOGY ( 日本・ フランス)
  - 名前 ( 日本)
  - パンク侍、斬られて候 ( 日本)
  - 返還交渉人 いつか、沖縄を取り戻す ( 日本)
  - マンダレースター -ミャンマー民族音楽への旅- ( 日本)
  - モダン・ラブ ( 日本)
  - 黄泉がえる復讐 ( 韓国)
  - ワンダーランド北朝鮮 ( ドイツ・ 北朝鮮)

### 7月
- 1日
  - KUICHISAN ( 日本・ アメリカ合衆国)
- 6日
  - アーリーマン 〜ダグと仲間のキックオフ!〜（ イギリス）
  - セラヴィ! ( フランス)
  - 虹色デイズ（ 日本）
  - バトル・オブ・ザ・セクシーズ（ アメリカ合衆国）
  - わがチーム、墜落事故からの復活 ( ブラジル)
- 7日
  - エヴァ ( フランス)
  - 菊とギロチン ( 日本)
  - 君が君で君だ ( 日本)
  - 熊野から イントゥ・ザ・新宮 ( 日本)
  - K SEVEN STORIES Episode 1 「R:b 〜BLAZE〜」 ( 日本)
  - K SEVEN STORIES Spin-off Short Movie 「ザ・アイドルK」 ( 日本)
  - 縄文にハマる人々 ( 日本)
  - スウィンダラーズ ( 韓国)
  - 一人の息子 ( 日本)
  - ほたるの川のまもりびと ( 日本)
  - ボリショイ・バレエ 2人のスワン ( ロシア)
  - REVENGE リベンジ ( フランス)
  - ルームロンダリング ( 日本)
- 13日
  - インサイド ( アメリカ合衆国)
  - グッバイ・ゴダール!（ フランス）
  - ジュラシック・ワールド/炎の王国（ アメリカ合衆国）
  - 銀幕版 湘南乃風〜一期一会〜 ( 日本)
  - 劇場版ポケットモンスター みんなの物語（ 日本）
- 14日
  - あかべこ ( 日本)
  - アート・オン・スクリーン／私は、クロード・モネ ( イギリス)
  - カランコエの花 ( 日本)
  - 北朝鮮をロックした日 ライバッハ・デイ ( ノルウェー・ ラトビア)
  - キリング・ガンサー ( アメリカ合衆国)
  - クレアのカメラ ( 韓国)
  - 子どもが教えてくれたこと ( フランス)
  - このまちで暮らせば ( 日本)
  - コールド・スキン ( スペイン・ フランス)
  - 最後のランナー ( 中国・ 香港・ アメリカ合衆国)
  - 志乃ちゃんは自分の名前が言えない ( 日本)
  - ダーケスト・ウォーター ( アイルランド)
  - 映画チーズ・イン・ザ・トラップ ( 韓国)
  - テイク・エブリイ・ウェーブ ( アメリカ合衆国)
  - ピース・ニッポン ( 日本)
  - ブラッド・インフェルノ ( アルゼンチン・ ニュージーランド)
  - ブラッド・マネー ( アメリカ合衆国)
  - 毎日がアルツハイマー ザ・ファイナル 〜最期に死ぬ時。 ( 日本)
  - 乱世備忘 僕らの雨傘運動 ( 香港)
  - リチャード・リンクレイター 職業：映画監督 ( アメリカ合衆国)
  - 私の人生なのに ( 日本)
- 15日
  - ザ・ミッドナイトマン ( アメリカ合衆国)
  - ワイルド・ブレイブ ( カナダ)
- 16日
  - インフィニティ -覚醒- ( カナダ)
  - ガン・ドッグ ( ドイツ)
  - フライト・リミット ( アメリカ合衆国)
  - モンキービジネス おさるのジョージ著者の大冒険 ( アメリカ合衆国)
- 20日
  - クロノス・コントロール ( アメリカ合衆国・ スイス)
  - バンディット ( ハンガリー)
  - ブエナ・ビスタ・ソシアル・クラブ★アディオス ( イギリス)
  - BLEACH ( 日本)
  - 未来のミライ ( 日本)
- 21日
  - 雨の首ふり坂 ( 日本)
  - 炎神戦隊ゴーオンジャー 10 YEARS GRANDPRIX ( 日本)
  - 悲しみに、こんにちは ( スペイン)
  - クレイジー・フォー・マウンテン ( オーストラリア)
  - ゴースト・ストーリーズ 英国幽霊奇談 ( イギリス)
  - スカブロ ( 日本)
  - スティルライフオブメモリーズ ( 日本)
  - トーナメント ( アメリカ合衆国)
  - 人間機械 ( インド・ ドイツ・ フィンランド)
  - マイナス21℃ ( アメリカ合衆国)
  - 誘拐アンナ ( 日本・ フランス)
  - ラ・チャナ ( スペイン・ アイスランド・ アメリカ合衆国)
  - ワンス・アポン・ア・タイム 闘神 ( 中国)
- 22日
  - コールド・アンド・ファイヤー 凍土を覆う戦火 ( デンマーク)
- 23日
  - 天使たちのビッチ・ナイト ( カナダ・ アメリカ合衆国)
- 25日
  - 結婚まで1％ ( アメリカ合衆国)
  - ローライフ ( アメリカ合衆国)
- 26日
  - ユーロクライム! 70年代イタリア犯罪アクション映画の世界 ( アメリカ合衆国・ イタリア・ フランス)
- 27日
  - ウインド・リバー ( アメリカ合衆国)
  -  劇場版 コード・ブルー -ドクターヘリ緊急救命- ( 日本)
  - ハングマン ( アメリカ合衆国)
- 28日
  - イマジネーションゲーム  ( 日本)
  - 王様の事件手帖  ( 韓国)
  - 沖縄スパイ戦史  ( 日本)
  - 形のない骨  ( 日本)
  - 国家主義の誘惑  ( フランス)
  - 性別が、ない!インターセックス漫画家のクィアな日々  ( 日本)
  - スティール・サンダー ( アメリカ合衆国)
  - 太宰  ( フランス)
  - 朝鮮名探偵 鬼＜トッケビ＞の秘密  ( 韓国)
  - 沈黙、愛  ( 韓国)
  - ヒトラーを欺いた黄色い星 ( ドイツ)
  - ムッシュ・アンリと私の秘密  ( フランス)
- 29日
  - ベスト・バディ ( アメリカ合衆国)
  - モニタリング ( オーストリア)
- 30日
  - ゲヘナ〜死の生ける場所〜 ( 日本・ アメリカ合衆国)
- 31日
  - CRESCENT 冷たい海の底 ( カナダ)
  - パーフェクト・ワールド 世界の謎を解け ( ロシア)
  - プライマル・レイジ ( アメリカ合衆国)

### 8月
- 1日
  - 青夏 きみに恋した30日 ( 日本)
  - インクレディブル・ファミリー ( アメリカ合衆国)
  - キング・オブ・トロール 勇者と山の巨神 ( ノルウェー)
  - センセイ君主 ( 日本)
  - Bao ( アメリカ合衆国)
  - ファイナル・フェーズ 破壊 ( アメリカ合衆国)
- 2日
  - 模倣霊 ( 韓国)
- 3日
  - スターリンの葬送狂騒曲 ( イギリス・ フランス)
  - チャイルド・オブ・ゴッド ( アメリカ合衆国)
  - 僕のヒーローアカデミア THE MOVIE 〜2人の英雄〜 ( 日本)
  - ミッション:インポッシブル/フォールアウト ( アメリカ合衆国)
- 4日
  - 快盗戦隊ルパンレンジャーVS警察戦隊パトレンジャー en film ( 日本)
  - 劇場版 仮面ライダービルド Be The One ( 日本)
  - 黒看 ( 日本)
  - K SEVEN STORIES Episode 2 「SIDE:BLUE ～天狼の如く～」 ( 日本)
  - 詩季織々 ( 日本)
  - 東京ノワール ( 日本)
  - どうしようもない恋の唄 ( 日本)
  - 7号室 ( 韓国)
  - 2重螺旋の恋人 ( フランス・ ベルギー)
  - バンクシーを盗んだ男 ( イギリス・ イタリア)
  - 触れたつもりで ( 日本)
- 6日
  - アローン ( フランス)
- 7日
  - セクシャリティー ( カナダ)
- 8日
  - アルカディア ( アメリカ合衆国)
  - メイヘム 殺人晩餐会 ( ブラジル）
- 10日
  - オーシャンズ8 ( アメリカ合衆国)
  - 追想 ( イギリス)
- 11日
  - 英国総督 最後の家 ( イギリス・ インド)
  - ブッシュウィック-武装都市- ( アメリカ合衆国)
  - ゾンからのメッセージ ( 日本)
  - タイニー・ファニチャー ( アメリカ合衆国)
  - 歯まん ( 日本)
  - よるのたんけん ( 日本)
- 12日
  - タナー・ホール 胸騒ぎの誘惑 ( アメリカ合衆国)
- 14日
  - サムソン 神に選ばれし戦士 ( アメリカ合衆国・ 南アフリカ共和国)
- 17日
  - 銀魂2 掟は破るためにこそある ( 日本)
  - タリーと私の秘密の時間 ( アメリカ合衆国)
  - ペンギン・ハイウェイ ( 日本)
- 18日
  - アラーニェの虫籠 ( 日本)
  - オーケストラ・クラス ( フランス)
  - 大人のためのグリム童話 手をなくした少女 ( フランス)
  - KUSO ( アメリカ合衆国)
  - ゲンボとタシの夢見るブータン ( ブータン・ ハンガリー)
  - SHOCK WAVE ショック ウェイブ 爆弾処理班 ( 中国・ 香港)
  - 閃光少女 ( 中国・ 香港)
  - チャーチル ノルマンディーの決断 ( イギリス)
  - チャットレディのキセキ ( 日本)
  - つかのまの愛人 ( フランス)
  - 劇場版 七つの大罪 天空の囚われ人 ( 日本)
  - ポップ・アイ ( シンガポール・ タイ)
- 19日
  - ミューズ ( スペイン・ アイルランド・ ベルギー・ フランス)
- 24日
  - 英国ロイヤル・オペラ・ハウス シネマシーズン2017 / 18／ロイヤル・バレエ 「白鳥の湖」 ( イギリス)
  - 検察側の罪人 ( 日本)
  - ちいさな英雄-カニとタマゴと透明人間- ( 日本)
  - テニスの王子様 BEST GAMES!! 手塚 vs 跡部 ( 日本)
  - 映画ドライブヘッド～トミカハイパーレスキュー 機動救急警察～ ( 日本)
  - マンマ・ミーア! ヒア・ウィー・ゴー ( アメリカ合衆国)
- 25日
  - アメリカ ( 日本)
  - 輝ける人生 ( イギリス・ オーストラリア・ アメリカ合衆国・ カナダ)
  - カマキリの夜 ( 日本)
  - クリミナル・タウン ( アメリカ合衆国)
  - 皇帝ペンギン ただいま ( フランス)
  - 恋の豚 ( 日本)[2]
  - 高崎グラフィティ。 ( 日本)
  - ダブルドライブ 〜狼の掟〜 ( 日本)
  - テル・ミー・ライズ ( イギリス)
  - 夏、19歳の肖像 ( 中国)
  - 劇場版 のんのんびより ばけーしょん ( 日本)
  - ハッピーメール ( 日本)
  - ハングマンズ・ノット ( 日本)
  - ファミリー☆ウォーズ  ( 日本)
  - マジカル・ミチコ ( 日本)[3]
  - 若い女 ( フランス)
- 27日
  - 新橋探偵物語 ( 日本)[4]
- 31日
  - アントマン&ワスプ ( アメリカ合衆国)
  - SUNNY 強い気持ち・強い愛 ( 日本)
  - 判決、ふたつの希望 ( レバノン・ フランス)
  - ボルグ/マッケンロー 氷の男と炎の男 ( スウェーデン・ デンマーク・ フィンランド)
  - マガディーラ 勇者転生 ( インド)

### 9月
- 1日
  - SPL 狼たちの処刑台 ( 中国・ 香港)
  - 君の膵臓をたべたい ( 日本)
  - きみの鳥はうたえる ( 日本)
  - K SEVEN STORIES Episode 3 「SIDE:GREEN ～上書き世界～」 ( 日本)
  - 3大テノール 夢のコンサート ( イギリス・ イタリア・ ドイツ)
  - 妻の愛、娘の時 ( 中国・ 台湾)
  - ディヴァイン・ディーバ ( ブラジル)
  - 曇天に笑う＜外伝＞ ～桜華、天望の架橋～ ( 日本)
  - 寝ても覚めても ( 日本・ フランス)
  - YOU達HAPPY映画版 ひまわり ( 日本)
- 7日
  - 映画 おかあさんといっしょ はじめての大冒険 ( 日本)
  - 累-かさね- ( 日本)
  - 鯉のはなシアター 〜広島カープの珠玉秘話を映像化したシネドラマ〜 ( 日本)
  - 500ページの夢の束 ( アメリカ合衆国)
  - 泣き虫しょったんの奇跡 ( 日本)
  - 劇場版「フリクリ オルタナ」 ( 日本)
  - ブレス しあわせの呼吸 ( イギリス)
  - MEG ザ・モンスター ( アメリカ合衆国・ 中国)
- 8日
  - 1987、ある闘いの真実 ( 韓国)
  - いつも月夜に米の飯 ( 日本)
  - いのちの深呼吸 ( アメリカ合衆国)
  - クライング フリー セックス ( 日本)
  - 初恋スケッチ～まいっちんぐマチコ先生～ ( 日本)
  - ヒトラーと戦った22日間 ( ロシア)
  - ペギー・グッゲンハイム アートに恋した大富豪 ( アメリカ合衆国)
  - 劇場版ほんとうにあった怖い話2018 ( 日本)
- 14日
  - 愛しのアイリーン ( 日本)
  - ザ・プレデター ( アメリカ合衆国)
  - 3D彼女 リアルガール ( 日本)
  - 響 -HIBIKI- ( 日本)
  - プーと大人になった僕 ( アメリカ合衆国)
- 15日
  - インビジブル 暗殺の旋律を弾く女 ( イギリス・ アメリカ合衆国)
  - 飢えたライオン ( 日本)
  - ウルフなシッシー ( 日本)
  - 顔たち、ところどころ ( フランス)
  - きらきら眼鏡 ( 日本)
  - 西北西 ( 日本)
  - ダウンレンジ ( アメリカ合衆国)
  - HOSTILE ホスティル ( フランス)
  - モアナ 南海の歓喜 ( アメリカ合衆国)
  - リグレッション ( アメリカ合衆国・ カナダ・ スペイン)
- 21日
  - コーヒーが冷めないうちに ( 日本)
  - 死霊館のシスター ( アメリカ合衆国)
  - スカイスクレイパー ( アメリカ合衆国・ 中国)
  - 食べる女 ( 日本)
  - パパはわるものチャンピオン ( 日本)
  - 若おかみは小学生! ( 日本)
- 22日
  - オペレーション:レッド・シー ( 中国・ モロッコ)
  - 純平、考え直せ ( 日本)
  - スカイハンター 空天猟 ( 中国)
  - 静寂を求めて -癒やしのサイレンス- ( アメリカ合衆国・ 日本・ ドイツ・ ベルギー・ 中国・ インド・ 台湾・ イギリス)
  - 世界が愛した料理人 ( スペイン)
  - ダブルドライブ 〜龍の絆～ ( 日本)
  - バッド・ジーニアス 危険な天才たち ( タイ)
  - REDCON-1 レッドコン1 戦闘最大警戒レベル ( イギリス)
- 28日
  - かごの中の瞳 ( アメリカ合衆国)
  - クレイジー・リッチ! ( アメリカ合衆国)
  - クワイエット・プレイス ( アメリカ合衆国)
  - スリーシスターズ ( 日本)
  - だめんずうぉ～か～ パッション編 ( 日本)
  - 散り椿 ( 日本)
  - DTC -湯けむり純情篇- from HiGH&LOW ( 日本)
  - 劇場版「フリクリ プログレ」 ( 日本)
- 29日
  - 愛と法 ( 日本・ イギリス・ フランス)
  - 運命は踊る ( イスラエル・ ドイツ・ フランス・ スイス)
  - ガールズ&パンツァー 第63回戦車道全国高校生大会 総集編 ( 日本)
  - 言葉のいらない愛 ( 日本)
  - 太陽の塔 ( 日本)
  - 黙ってピアノを弾いてくれ ( イギリス・ ドイツ)
  - 劇場版 夏目友人帳 〜うつせみに結ぶ〜 ( 日本)
  - BOURBON TALK ( 日本)
  - BEATOPIA ( 日本)
  - 私の奴隷になりなさい第2章 ご主人様と呼ばせてください ( 日本)

### 10月
- 5日
  - 赤毛のアン 初恋 ( カナダ) [5]
  - あのコの、トリコ。 ( 日本) [6]
  - あの頃、君を追いかけた ( 日本) [7]
  - イコライザー2 ( アメリカ合衆国) [8]
  - パーフェクトワールド 君といる奇跡 ( 日本) [9]
  - フィフティ・シェイズ・フリード ( アメリカ合衆国) [10]
  - モンスターストライク THE MOVIE ソラノカナタ ( 日本) [11]
- 6日
  - アート・オン・スクリーン/フィセント・ファン・ゴッホ：新たなる視点 ( イギリス) [12]
  - あまねき旋律 ( インド) [13]
  - 薄墨桜 -GARO- ( 日本) [14]
  - LBJ ケネディの意志を継いだ男 ( アメリカ合衆国) [15]
  - 教誨師 ( 日本) [16]
  - K SEVEN STORIES Episode 4 「Lost Small World ～檻の向こうに～」 ( 日本) [17]
  - シャルロット すさび ( 日本・ フランス) [18]
  - Shunji あるヘアデザイナーの物語 ( 日本) [19]
  - 曙光 ( 日本) [20]
  - single mom 優しい家族。 a sweet family ( 日本) [21]
  - チューリップ・フィーバー　肖像画に秘めた愛 ( アメリカ合衆国・ イギリス) [22]
  - Buy Me バイ・ミー ( ロシア) [23]
  - ブレイン・ゲーム ( アメリカ合衆国) [24]
  - 僕の帰る場所 ( 日本・ ミャンマー) [25]
  - モルゲン、明日 ( 日本) [26]
  - Re:ゼロから始める異世界生活 Memory Snow ( 日本) [27]
- 12日
  - アジア三面鏡2016:リフレクションズ ( 日本) [28]
  - 宇宙の法—黎明編— ( 日本) [29]
  - 音量を上げろタコ！なに歌ってんのか全然わかんねぇんだよ!! ( 日本) [30]
  - 覚悟はいいかそこの女子。 ( 日本) [31]
  - 聖☆おにいさん ( 日本) [32]
  - スモールフット ( アメリカ合衆国) [33]
  - バーバラと心の巨人 ( アメリカ合衆国・ イギリス・ 中国・ ベルギー) [34]
  - BD〜明智探偵事務所〜 ( 日本) [35]
  - プリズン・ランペイジ ( アメリカ合衆国) [36]
  - 負け犬の美学 ( フランス) [37]
  - ムタフカズ ( 日本・ フランス) [38]
  - リターン・オブ・ジーパーズ・クリーパーズ JEEPERS CREEPERS 3 ( アメリカ合衆国) [39]
  - ルイスと不思議の時計 ( アメリカ合衆国) [40]
- 13日
  - アラン・デュカス　宮廷のレストラン ( フランス) [41]
  - アンダー・ザ・シルバーレイク ( アメリカ合衆国) [42]
  - ヴァンサンへの手紙 ( フランス) [43]
  - エンジェル、見えない恋人 ( ベルギー) [44]
  - ジェノサイド・ホテル ( オーストラリア・ ネパール) [45]
  - スカイライン -奪還-  ( アメリカ合衆国) [46]
  - 墨の魔術師 ( 日本) [47]
  - 止められるか、俺たちを ( 日本) [48]
  - ナミヤ雑貨店の奇蹟-再生- ( 香港・ 中国・ 日本) [49]
  - 日日是好日 ( 日本) [50]
  - BLOOD-CLUB DOLLS 1 ( 日本) [51]
  - ブルー・マインド ( スイス) [52]
  - 私の奴隷になりなさい第3章 おまえ次第 ( 日本) [53]
- 19日
  - アイドル ( 日本) [54]
  - 上田慎一郎ショートムービーコレクション ( 日本) 
    - 彼女の告白ランキング ( 日本) [55]
    - テイク8 ( 日本) [56]
    - ナポリタン ( 日本) [57]
    - Last Wedding Dress ( 日本) [58]

  - 億男 ( 日本) [59]
  - キラー・メイズ ( アメリカ合衆国) [60]
  - 恋する小説家 ( 日本) [61]
  - ここは退屈迎えに来て ( 日本) [62]
  - デス・ウィッシュ ( アメリカ合衆国) [63]
  - デス・バレット ( フランス・ ベルギー) [64]
  - ナショナル・シアター・ライヴ 2018 「フォリーズ」 ( イギリス) [65]
  - 劇場版 はいからさんが通る 後編 ～花の東京大ロマン～ ( 日本) [66]
  - ハナレイ・ベイ ( 日本) [67]
  - ピッチ・パーフェクト ラストステージ ( アメリカ合衆国) [68]
  - 魔法少女リリカルなのは Detonation ( 日本) [69]
  - モンスター・ホテル クルーズ船の恋は危険がいっぱい?! ( アメリカ合衆国) [70]
- 20日
  - Antlion ( 日本) [71]
  - いとまごい ( 日本) [72]
  - ウスケボーイズ ( 日本) [73]
  - エンドレス・ウォー ( スペイン) [74]
  - オボの声 ( 日本) [75]
  - 彼らの原発 ( 日本) [76]
  - ギャングスタ ( ベルギー) [77]
  - 恋のしずく ( 日本) [78]
  - goes by ( 日本) [79]
  - ごっこ ( 日本) [80]
  - ザ・アウトロー ( アメリカ合衆国) [81]
  - 世界で一番ゴッホを描いた男 ( 中国・ オランダ) [82]
  - たまえのスーパーはらわた ( 日本) [83]
  - テルマ ( ノルウェー・ フランス・ デンマーク・ スウェーデン) [84]
  - なんでもない日 ( 日本) [85]
  - ニューヨーク、ジャクソンハイツへようこそ ( アメリカ合衆国・ フランス) [86]
  - にんげんにうまれてしまった ( 日本) [87]
  - 破天荒ボクサー ( 日本) [88]
  - ファイティン! ( 韓国) [89]
  - ファイナル・デッド・バースデー ( 日本) [90]
  - 文福茶釜 ( 日本) [91]
  - POST入ル ( 日本) [92]
  - マイ・プレシャス・リスト ( アメリカ合衆国) [93]
  - 耳かきランデブー ( 日本) [94]
  - Workers 被災地に起つ ( 日本) [95]
- 26日
  - あいあい傘 ( 日本) [96]
  - 狼チャイルド ( フランス・ ブラジル) [97]
  - オズランド 笑顔の魔法おしえます。 ( 日本) [98]
  - 怪怪怪怪物! ( 台湾) [99]
  - 黒蝶の秘密 ( 日本) [100]
  - search/サーチ ( アメリカ合衆国) [101]
  - 栞 ( 日本) [102]
  - 旅猫リポート ( 日本) [103]
  - バーフバリ 伝説誕生 <完全版> ( インド) [104]
- 27日
  - 嘘はフィクサーのはじまり ( イスラエル・ アメリカ合衆国) [105]
  - 岡本太郎の沖縄 ( 日本) [106]
  - ガンジスに還る ( インド) [107]
  - サクらんぼの恋 ( 日本) [108]
  - 終焉までの30秒 ( アメリカ合衆国) [109]
  - 13回の新月のある年に ( 西ドイツ) [110]
  - 心魔師 ( 中国・ 日本) [111]
  - SAVE HENOKO ( 日本) [112]
  - 第三世代 ( 西ドイツ) [113]
  - ノーマーク爆牌党 ( 日本) [114]
  - 映画 HUGっと!プリキュア♡ふたりはプリキュア オールスターズメモリーズ ( 日本) [115]
  - 宮古島からのSOS ( 日本) [116]
  - 殺る女 ( 日本・ アメリカ合衆国) [117]
  - 夜明けまで離さない ( 日本) [118]
  - ライ麦畑で出会ったら ( アメリカ合衆国) [119]
  - わたしの居場所 新世界物語 ( 日本) [120]

### 11月
- 1日
  - 居酒屋ばぁば ( 日本) [121]
  - ビブリア古書堂の事件手帖 ( 日本) [122]
- 2日
  - 赤毛のアン 卒業 ( カナダ) [123]
  - ヴェノム ( アメリカ合衆国) [124]
  - 宇宙戦艦ヤマト2202 愛の戦士たち/第六章 回生篇 ( 日本) [125]
  - 華氏119 ( アメリカ合衆国) [126]
  - シャークネード ラスト・チェーンソー 4DX ( アメリカ合衆国) [127]
  - スマホを落としただけなのに ( 日本) [128]
  - METライブビューイング2018-19/ヴェルディ《アイーダ》( アメリカ合衆国) [129]
- 3日
  - 狂獣 欲望の海域 ( 中国・ 香港) [130]
  - 熊川哲也 Kバレエ カンパニー 「コッペリア」 in Cinema ( 日本) [131]
  - K SEVEN STORIES Episode 5 「メモリー・オブ・レッド ～BURN～」 ( 日本) [132]
  - The Witch/魔女 ( 韓国) [133]
  - 十年 Ten Years Japan ( 日本) [134]
  - シンプル・ギフト〜はじまりの歌声～ ( 日本) [135]
  - ステータス・アップデート ( アメリカ合衆国) [136]
  - どこでもない、ここしかない ( スロベニア・ 北マケドニア・ マレーシア・ 日本) [137]
  - パウロ 愛と赦しの物語 ( アメリカ合衆国) [138]
  - パグ・アクチュアリー ダメな私のワンダフル・ライフ ( イギリス) [139]
  - バグダッド・スキャンダル ( デンマーク・ カナダ・ アメリカ合衆国) [140]
  - 走れ!T校バスケット部 ( 日本) [141]
  - 復讐のトリック ( 韓国) [142]
  - ボクはボク、クジラはクジラで、泳いでいる。 ( 日本) [143]
  - ぼけますから、よろしくお願いします。 ( 日本) [144]
  - マシュー・ボーン IN CINEMA/シンデレラ ( イギリス) [145]
  - まっ白の闇 ( 日本) [146]
- 4日
  - コード211 ( アメリカ合衆国) [147]
  - トリプル・リベンジ ( アメリカ合衆国・ スペイン) [148]
  - 熱狂宣言 ( 日本) [149]
- 5日
  - キックボクサー　ザ・リベンジ ( アメリカ合衆国) [150]
  - 沈黙の達人 ( アメリカ合衆国・ タイ・ 香港・ 中国) [151]
- 6日
  - ザ・インターセクションズ ( イギリス・ 南アフリカ共和国) [152]
  - ザ・ミスト ( フランス) [153]
  - バトル・オブ・ブリテン　史上最大の航空作戦 ( イギリス・ ポーランド) [154]
- 9日
  - アジア三面鏡2018:Journey ( 日本) [155]
  - アンクル・ドリュー ( アメリカ合衆国) [156]
  - 生きてるだけで、愛。 ( 日本) [157]
  - ういらぶ。 ( 日本) [158]
  - 京都メロウ～金魚のこいびと～ ( 日本) [159]
  - GODZILLA 星を喰う者 ( 日本) [160]
  - ジョニー・イングリッシュ アナログの逆襲( イギリス・ フランス・ アメリカ合衆国) [161]
  - 体操しようよ ( 日本) [162]
  - ヌヌ子の聖★戦 HARAJUKU STORY ( 日本) [163]
  - ふたつの昨日と僕の未来 ( 日本) [164]
  - ボヘミアン・ラプソディ ( イギリス・ アメリカ合衆国) [165]
  - ミュージカル「刀剣乱舞」　結びの響、始まりの音 4DX ( 日本) [166]
  - モダンライフ・イズ・ラビッシュ　～ロンドンの泣き虫ギタリスト～ ( アメリカ合衆国) [167]
- 10日
  - 愛・革命 ( 香港) [168]
  - 交響詩篇エウレカセブン ハイエボリューション ( 日本) [169]
  - アンナ・カレーニナ ヴロンスキーの物語 ( ロシア) [170]
  - 海にのせたガズの夢 ( 日本) [171]
  - SOUNDS LIKE SHIT the story of Hi-STANDARD ( 日本) [172]
  - 地蔵とリビドー ( 日本) [173]
  - 続・終物語 ( 日本) [174]
  - 津軽のカマリ ( 日本) [175]
  - ビリオネア・ボーイズ・クラブ ( アメリカ合衆国) [176]
  - ポルトの恋人たち ～時の記憶 ( 日本・ ポルトガル・ アメリカ合衆国) [177]
  - マンディ 地獄のロード・ウォリアー ( ベルギー) [178]
- 11日
  - 七年の夜 ( 韓国) [179]
  - 復讐のトリック ( 韓国) [180]
- 14日
  - コールドプレイ:ア・ヘッド・フル・オブ・ドリームズ ( イギリス) [181]
- 15日
  - Burn the Stage:the Movie ( 韓国) [182]
- 16日
  - アウト＆アウト ( 日本) [183]
  - アメリカン・ミュージック・ジャーニー ( アメリカ合衆国) [184]
  - いつだってやめられる 闘う名誉教授たち ( イタリア) [185]
  - 母さんがどんなに僕を嫌いでも ( 日本) [186]
  - カラヤン・シネマ・クラシックス シーズン2018-2019 「伝説」 ( ドイツ) [187][188]
  - サムライせんせい ( 日本) [189]
  - 鈴木家の嘘 ( 日本) [190]
  - 船長さんのかわいい奥さん ( 日本) [191]
  - 人魚の眠る家 ( 日本) [192]
  - ヌヌ子の聖★戦～HARAJUKU STORY～ ( 日本) [193]
  - バルバラ～セーヌの黒いバラ～ ( フランス) [194]
  - ボーダーライン: ソルジャーズ・デイ ( アメリカ合衆国) [195]
  - ボリショイ・バレエ in シネマ Season 2017-2018 「パリの炎」 ( ロシア) [196]
  - METライブビューイング2018-19／サン＝サーンス《サムソンとデリラ》 ( アメリカ合衆国) [197]
  - YUKIGUNI ( 日本) [198]
- 17日
  - A GHOST STORY ア・ゴースト・ストーリー ( アメリカ合衆国) [199]
  - いろとりどりの親子 ( アメリカ合衆国) [200]
  - おかえり、ブルゴーニュへ ( フランス) [201]
  - 銃 ( 日本) [202]
  - 代立軍 ウォリアーズ・オブ・ドーン ( 韓国) [203]
  - TAKE ME TO THE OH!ITA 谷山紀章のロックな休日2 ( 日本) [204]
  - PEACE MAKER 鐵　～友命（ユウメイ）～ ( 日本) [205]
  - プロミス 氷上の女神たち ( 韓国) [206]
  - ボリショイ・バレエ in シネマ Season 2017-2018 「くるみ割り人形」 ( ロシア)[207]
  - ボリショイ・バレエ in シネマ Season 2017-2018 「ジゼル」 ( ロシア) [208]
  - MAKI マキ ( アメリカ合衆国・ 日本) [209]
  - メサイア －幻夜乃刻－ ( 日本) [210]
- 18日
  - バスターズ ( イタリア・ フランス) [211]
  - 麻雀覇道伝説 天牌外伝2 ( 日本) [212]
  - 麻雀覇道伝説　天牌外伝 ( 日本) [213]
  - ボリショイ・バレエ in シネマ Season 2017-2018 「ロミオとジュリエット」 ( ロシア) [214]
- 19日
  - ボリショイ・バレエ in シネマ Season 2017-2018 「海賊」 ( ロシア) [215]
- 20日
  - ボリショイ・バレエ in シネマ Season 2017-2018 「じゃじゃ馬ならし」 ( ロシア) [216]
- 21日
  - 書くが、まま ( 日本) [217]
- 22日
  - ボリショイ・バレエ in シネマ Season 2017-2018 「コッペリア」 ( ロシア) [218]
- 23日
  - イット・カムズ・アット・ナイト ( アメリカ合衆国) [219]
  - えちてつ物語〜わたし、故郷に帰ってきました。 ( 日本) [220]
  - エリック・クラプトン～12小節の人生～ ( イギリス) [221]
  - 怪獣娘 (黒) ～ウルトラ怪獣擬人化計画～ ( 日本) [222]
  - 快楽の漸進的横滑り ( フランス) [223]
  - 家族のはなし ( 日本) [224]
  - ギャングース ( 日本) [225]
  - THE COLLECTORS～さらば青春の新宿JAM～ ( 日本) [226]
  - souvenir the movie ～Mariya Takeuchi Theater Live～ ( 日本) [227] [228]
  - 脱皮 ( 日本) [229]
  - 囚われの美女 ( フランス) [230]
  - ナショナル・シアター・ライヴ 2018 「ヤング・マルクス」 ( イギリス) [231]
  - ニート・ニート・ニート ( 日本) [232]
  - ハード・コア ( 日本) [233]
  - ファンタスティック・ビーストと黒い魔法使いの誕生 ( アメリカ合衆国) [234]
  - 不滅の女 ( フランス・ イタリア・ トルコ) [235]
  - ボリショイ・バレエ in シネマ Season 2017-2018 「椿姫」 ( ロシア) [236]
  - ポリス・ストーリー REBORN ( 中国・ 香港) [237]
  - ヨーロッパ横断特急 ( フランス・ ベルギー) [238]
  - レディ in ホワイト ( 日本) [239]
- 24日
  - 嘘をつく男 ( フランス・ イタリア・ チェコスロバキア) [240]
  - エデン、その後 ( フランス・ チェコスロバキア・ チュニジア) [241]
  - オンネリとアンネリのふゆ ( フィンランド) [242]
  - ONLY SILVER FISH WATER TANK OF MARY'S ROOM ( 日本)  [243]
  - 最後の楽園コスタリカ オサ半島の守り人 ( アメリカ合衆国) [244]
  - 斬、 ( 日本) [245]
  - 台北暮色 ( 台湾) [246]
  - チェコ・スワン ( ポーランド・ チェコ) [247]
  - 幻を見るひと 京都の吉増剛造 ( 日本) [248]
  - レイス ( アメリカ合衆国) [249]
- 27日
  - 霊幻道士Q 大蛇道士の出現！ ( 中国) [250]
- 30日
  - アース:アメイジング・デイ ( イギリス・ 中国) [251]
  - イングリッシュ・ナショナル・バレエ団　アクラム・カーン版『ジゼル』 ( イギリス) [252]
  - かぞくいろ RAILWAYS わたしたちの出発 ( 日本) [253]
  - 機動戦士ガンダムNT ( 日本) [254]
  - くるみ割り人形と秘密の王国 ( アメリカ合衆国) [255]
  - ナショナル・シアター・ライヴ 2018 「ジュリアス・シーザー」 ( イギリス) [256]
  - 猫企画 ( 日本) [257]
  - ヘレディタリー/継承 ( アメリカ合衆国) [258]
  - マダムのおかしな晩餐会 ( フランス) [259]
  - Merry Christmas!～ロンドンに奇跡を起こした男～ ( アメリカ合衆国) [260]

### 12月
- 1日
  - 彼が愛したケーキ職人 ( イスラエル・ ドイツ) [261]
  - キックス ( アメリカ合衆国) [262]
  - 共犯者たち ( 韓国) [263]
  - K SEVEN STORIES Episode 6 「Circle Vision ～Nameless Song～」 ( 日本) [264]
  - jam ( 日本) [265]
  - 新宿パンチ ( 日本) [266]
  - スパイネーション/自白 ( 韓国) [267]
  - スパイ・ミッション シリアの陰謀 ( イギリス) [268]
  - セルジオ＆セルゲイ 宇宙からハロー! ( スペイン・ キューバ) [269]
  - 選挙に出たい ( 中国・ 日本) [270]
  - ダマスカス ( イラン) [271]
  - たまゆらのマリ子 ( 日本) [272]
  - デスティニー・イン・ザ・ウォー ( 中国) [273]
  - ドント・ヘルプ ( メキシコ) [274]
  - 猫カフェ ( 日本) [275]
  - ピアソラ 永遠のリベルタンゴ ( フランス・ アルゼンチン) [276]
  - 百年の蔵 ( 日本) [277]
  - 真っ赤な星 ( 日本) [278]
  - ロッキン・ハート・ブレイカーズ ( 日本) [279]
- 2日
  - アクシデント ( 南アフリカ共和国・ フランス) [280]
  - ゴッズ・オウン・カントリー ( イギリス) [281]
- 7日
  - 青の帰り道 ( 日本) [282]
  - 英国ロイヤル・オペラ・ハウス　シネマシーズン2018 / 19／ロイヤル・バレエ　「うたかたの恋」 ( イギリス) [283]
  - おとなの恋は、まわり道 ( アメリカ合衆国) [284]
  - 来る ( 日本) [285]
  - シュウカツ3 ( 日本) [286]
  - 旅するダンボール ( 日本) [287]
  - パッドマン 5億人の女性を救った男 ( インド) [288]
  - METライブビューイング2018-19／プッチーニ《西部の娘》 ( アメリカ合衆国) [289]
- 8日
  - 暁に祈れ ( イギリス・ フランス) [290]
  - イッショウガイ ( 日本) [291]
  - 死霊院 世界で最も呪われた事件 ( アメリカ合衆国・ イギリス・ ルーマニア) [292]
  - ときめきプリンセス婚活記 ( 韓国) [293]
  - プレイルーム ( 日本) [294]
  - マチルダ 禁断の恋 ( ロシア) [295]
- 14日
  - グリンチ ( アメリカ合衆国) [296]
  - ドラゴンボール超 ブロリー ( 日本) [297]
  - 春待つ僕ら ( 日本) [298]
  - FOR REAL－遠い、クライマックス。－ ( 日本) [299]
  - ミニオンのミニミニ脱走 ( アメリカ合衆国) [300]
  - 映画 妖怪ウォッチ FOREVER FRIENDS ( 日本) [301]
- 15日
  - アンシンカブル 襲来 ( スウェーデン) [302]
  - L7:プリテンド・ウィ・アー・デッド ( アメリカ合衆国) [303]
  - ケイタネバーダイ ( 日本) [304]
  - ザ・スリッツ:ヒア・トゥ・ビー・ハード ( イギリス) [305]
  - 小河ドラマ 龍馬がくる ( 日本) [306]
  - スモーキング・エイリアンズ ( 日本) [307]
  - ナニワノノア ( 日本) [308]
  - 葡萄畑に帰ろう ( ジョージア) [309]
  - ほっぷすてっぷじゃんぷッ! ( 日本) [310]
  - マイ・サンシャイン ( フランス・ ベルギー) [311]
  - メアリーの総て ( イギリス・ ルクセンブルク・ アメリカ合衆国) [312]
  - モーターヘッド/クリーン・ユア・クロック ( アメリカ合衆国) [313]
  - 夢こそは、あなたの生きる未来 ( 日本) [314]
  - 宵闇真珠 ( 香港・ マレーシア・ 日本) [315]
  - レッド・ブレイド ( 日本) [316]
  - 輪違屋糸里 京女たちの幕末 ( 日本) [317]
- 16日
  - ほっぷすてっぷじゃんぷッ!2 ( 日本) [318]
- 21日
  - アリー/ スター誕生 ( アメリカ合衆国) [319]
  - シュガー・ラッシュ:オンライン ( アメリカ合衆国) [320]
  - ニセコイ ( 日本) [321]
  - 私は、マリア・カラス ( フランス) [322]
- 22日
  - いつか家族に ( 韓国) [323]
  - 家へ帰ろう ( スペイン・ アルゼンチン) [324]
  - 平成仮面ライダー20作記念 仮面ライダー平成ジェネレーションズ FOREVER ( 日本) [325]
  - からっぽ ( 日本) [326]
  - クマ・エロヒーム ( 日本) [327]
  - サイドマン:スターを輝かせた男たち ( アメリカ合衆国) [328]
  - シシリアン・ゴースト・ストーリー ( イタリア・ フランス・ スイス) [329]
  - 死体が消えた夜 ( 韓国) [330]
  - 声優ボウリングランプリ2 ( 日本) [331]
  - バスキア、10代最後のとき ( アメリカ合衆国) [332]
  - プラネット・オブ・アメーバ ( 日本) [333]
  - ヘル・フロント　～地獄の最前線～ ( イギリス) [334]
  - マッドライダー ( イタリア・ スペイン) [335]
  - 私はワタシ over the rainbow ( 日本) [336]
- 26日
  - ボリショイ・バレエ in シネマ Season 2018-2019『ドン・キホーテ』 ( ロシア) [337]
- 28日
  - アイ・フィール・プリティ! 人生最高のハプニング ( アメリカ合衆国) [338]
  - ヴィヴィアン・ウエストウッド 最強のエレガンス ( イギリス) [339]
  - こんな夜更けにバナナかよ 愛しき実話 ( 日本) [340]
  - それだけが、僕の世界 ( 韓国) [341]
- 29日
  - カッターヘッド 真夜中の切断魔 ( アメリカ合衆国) [342]